# Stockholm Business School
Stockholm Business School est une école de commerce suédoise, dépendant de l'Université de Stockholm.

## Formations
L'école propose depuis 2004 un MBA accrédité EQUIS et Conférence des grandes écoles, enseigné en France, en coopération avec l'ESC Pau.